# Susana Guasch Llovensà
Susana Guasch Llovensà (Barcelona, 27 de març de 1979) és una periodista i presentadora catalana de la cadena de televisió La Sexta i Antena 3.

## Biografia
Filla del també periodista Tomás Guasch, va començar la seva carrera professional a l'edat de 19 anys al periòdic Blanc-i-Blau durant dos anys. D'aquí va saltar a la ràdio, Ràdio Estel, durant tres anys seguint la informació del Futbol Club Barcelona i el Reial Club Deportiu Espanyol de Barcelona.
Es va desplaçar a Madrid per fer a la Cadena SER la seva última beca abans de llicenciar-se. Després va passar a la televisió amb Real Madrid TV, de la mà d'Antonio García Ferreras, que més tard la va fitxar per LaSexta.
Va cobrir la Copa del Món de Futbol de 2006, on va realitzar els comentaris a peu de camp en els partits de la selecció espanyola i les entrevistes amb els jugadors després dels partits. Un mes després es va traslladar al Japó per cobrir el Campionat Mundial de Bàsquet de 2006 on Espanya va aconseguir l'or per primera vegada en la seva història. També va estar en el Campionat Europeu de Bàsquet Masculí de 2007, realitzant entrevistes en la llotja d'autoritats. Durant un temps, va narrar els partits en la Central de Dades de Minut i Resultat. Solia locutar el partit del Reial Madrid.
Des de la temporada 2006/07 viatja als estadis on La Sexta ofereix el partit dels dissabtes a les 22:00h i exerceix labors de comentarista des del peu de camp. També realitza una entrevista al final del partit a un jugador. Durant la prèvia repassa les alineacions i fa entrevistes. Va ser l'encarregada de cobrir l'Eurocopa de Polònia i Ucraïna, on la selecció espanyola de futbol es va alçar amb el títol. Des d'abril de 2010 condueix també el programa La Sexta Deportes en La Sexta.
Des de novembre de 2013 i fins a març de 2014, també col·laborà al nou programa de les sobretaules de La Sexta, Zapeando presentat per Frank Blanco. Encara que finalment a causa del seu intens treball en la redacció d'esports i la seva maternitat va deixar el programa.
Presenta La Sexta Deportes des de 2010 a les 21h. I és la cara a peu de camp de la Champions en Antena 3. S'encarrega de les notícies, retransmissió i entrevistes.
L'agost de 2016 fitxa com a col·laboradora per al nou programa que dirigeix Juanma Castaño, El Partidazo de Cope. Susana ha passat ja per les tres grans emissores nacionals: Cadena SER com a becària, Onda Cero i Cope com a comentarista esportiva.
El 14 de setembre de 2012 es va casar amb el periodista esportiu de COPE, Carlos Vanaclocha.